# Pennahia argentata
Pennahia argentata es una especie de pez de la familia Sciaenidae en el orden de los Perciformes.

## Morfología
• Los machos pueden llegar alcanzar los 40 cm de longitud total.
- Número de  vértebras: 25.[1][2]

## Alimentación
Come peces pequeños e invertebrados

## Depredadores
En Corea es depredado por Lophius litulon
y en Japón por Triakis scyllium .

## Hábitat
Es un pez de clima templado (32°N-23°N) y bentopelágico que vive entre 20-140 m de profundidad.

## Distribución geográfica
Se encuentra en el Océano Pacífico noroccidental: el Japón, la China y Corea.

## Uso comercial
Se comercializa fresco y secado.

## Observaciones
Es inofensivo para los humanos.